# Gudalur (Nilgiri)
Gudalur è una suddivisione dell'India, classificata come town panchayat, di 43.038 abitanti, situata nel distretto dei Nilgiri, nello stato federato del Tamil Nadu. In base al numero di abitanti la città rientra nella classe III (da 20.000 a 49.999 persone).

## Geografia fisica
La città è situata a 11° 31' 10 N e 76° 30' 37 E.

## Società

### Evoluzione demografica
Al censimento del 2001 la popolazione di Gudalur assommava a 43.038 persone, delle quali 21.382 maschi e 21.656 femmine. I bambini di età inferiore o uguale ai sei anni assommavano a 5.725, dei quali 2.845 maschi e 2.880 femmine. Infine, coloro che erano in grado di saper almeno leggere e scrivere erano 31.475, dei quali 16.759 maschi e 14.716 femmine.